# HD 68456
HD 68456，又名船底座B、CP-60 1074，SAO 250131、HR 3220，是一颗恒星，视星等为4.76，位于銀經274.97，銀緯-14.95，其B1900.0坐标为赤經8h 7m 21.1s，赤緯-60° -14.95′ 55″。